# O Pai da Noiva
O Pai da Noiva (em inglês:  Father of the Bride) é um filme estadunidense de 1991, do gênero comédia romântica, dirigido por Charles Shyer, com roteiro de Nancy Meyers e Charles Shyer, baseado no livro Father of the Bride, de Edward Streeter.
É uma refilmagem de um filme de 1950, estrelado por Spencer Tracy e Elizabeth Taylor. O filme teria uma sequência em 1995, Father of the Bride Part II.

## Sinopse
George Banks é um pai de família de que adora sua vida — ama sua esposa Nina e os filhos Annie e Matty, e vive em uma perfeita harmonia familiar. Mas tudo muda quando George recebe uma notícia-bomba: sua filha vai se casar! Acometido de uma crise de ciúmes, George cria mil confusões da festa de noivado ao grande dia, para não perder a única filha.

## Elenco
- Steve Martin como George Banks
- Diane Keaton como Nina Banks
- Kimberly Williams como Annie Banks
- George Newbern como Bryan MacKenzie
- Kieran Culkin como Matty Banks
- Martin Short como Franck Eggelhoffer
- BD Wong como Howard Weinstein
- Peter Michael Goetz como John MacKenzie
- Kate McGregor-Stewart como Joanna MacKenzie
- Richard Portnow como Al
- David Pasquesi como Hanck
- Chauncey Leopardi como Cameron
- Eugene Levy como cantor em audição
- Marissa Lefton como Annie aos 3 anos
- Sarah Rose Karr como Annie aos 7 anos
- Amy Young como Annie aos 12 anos

## Trilha sonora
A trilha sonora do filme foi marcado por Alan Silvestri e foi influenciado pelo jazz e instrumentações de Natal[carece de fontes?]. Ele contém as seguintes faixas:
1. "Main Title"
2. "Annie's Theme"
3. "Drive to Brunch"
4. "Snooping Around"
5. "Pool Cue"
6. "Annie Asleep"
7. "Basketball Kiss"
8. "The Wedding"
9. "Snow Scene"
10. "Nina at the Stairs"
11. "The Big Day"
12. "Annie at the Mirror
13. "Cânone em Ré Maior"
14. "The Way You Look Tonight" - Alan Silvestri, Fields, Dorothy
15. "My Annie's Gone"
16. "The Way You Look Tonight (Reprise)"
17. "End Credits"

As músicas seguintes também aparecem no filme:
- "My Girl" - The Temptations
- "(Today I Met) The Boy I'm Going to Marry" - Darlene Love
- "Chapel of Love" - The Dixie Cups

### Principais prêmios e indicações
MTV Movie Awards
- 1992; nomeada, "Melhor Performance Revelação" - Kimberly Williams[carece de fontes?]
- 1992; nomeado, "Melhor Performance de comédia" - Steve Martin[carece de fontes?]

BMI Film Awards
- 1993: ganhou, "Melhor Filme" - Father of the Bride[carece de fontes?]

Young Artist Award
- 1993; nomeado, "Melhor Jovem Ator coestrelando em um filme" - Kieran Culkin[carece de fontes?]

### Bilheteria
O filme rendeu 15 milhões de dólares na estreia.